# Rossia glaucopis
Rossia glaucopis är en bläckfiskart som beskrevs av Loven 1845. Rossia glaucopis ingår i släktet Rossia och familjen Sepiolidae. IUCN kategoriserar arten globalt som otillräckligt studerad. Arten är reproducerande i Sverige. Inga underarter finns listade i Catalogue of Life.